# 賓漢姆峰
賓漢姆峰（英語：Bingham Peak）是南極洲的山峰，座標79°26′S 84°47′W，位於埃爾斯沃思地，處於斯普林格峰東南面5公里，屬於埃爾斯沃思山脈中赫里蒂奇嶺的一部分，海拔高度1,540米（5,050英尺），美國地質調查局根據測量和美國海軍拍攝的空中照片繪入地圖，現時由南極條約體系管理。